# Centenier

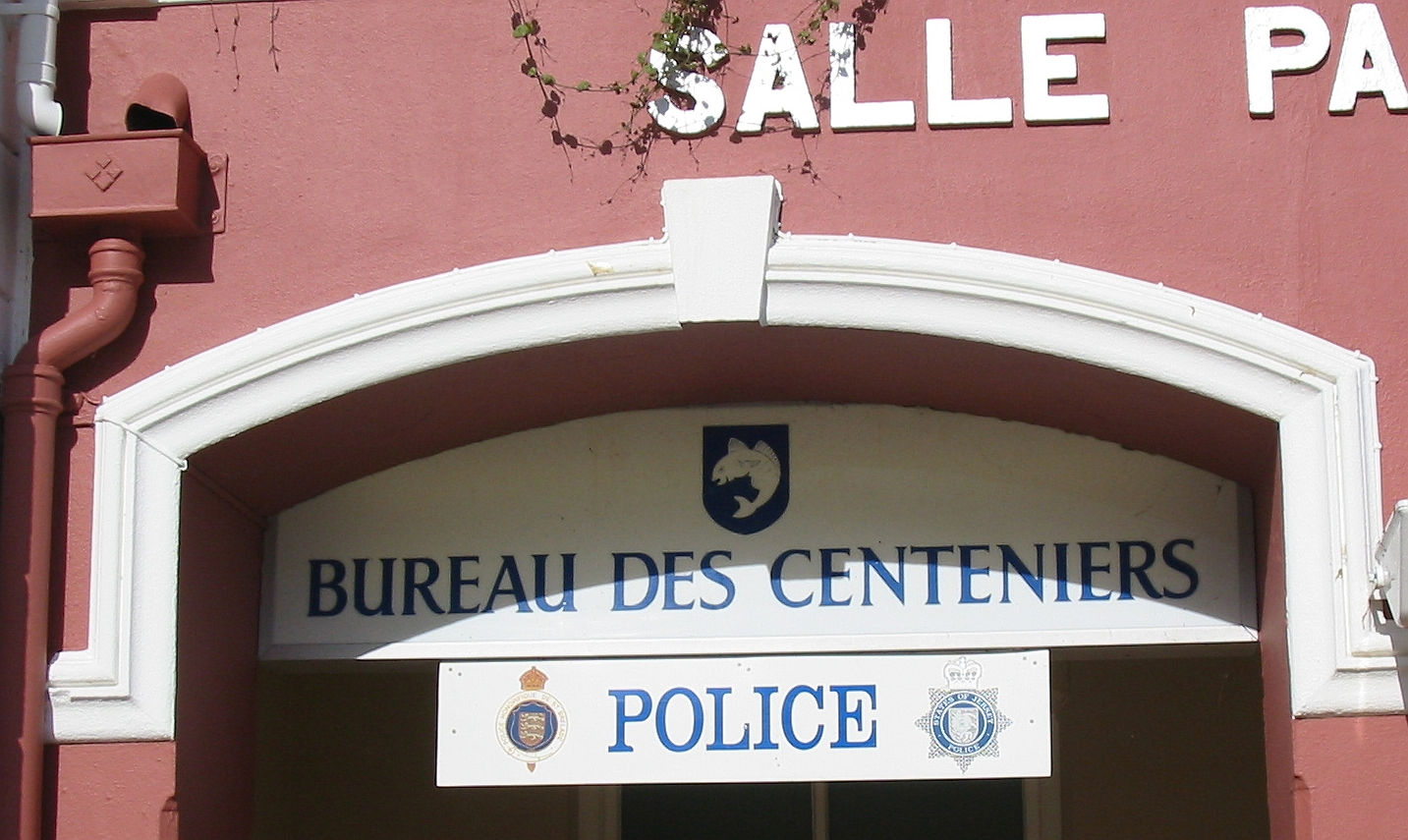
Bureau des Centeniers, Saint Brelade

Een Centenier is een functionaris van een parish (gemeente) op het eiland Jersey. Het is een soort politierechter. De gemeenteraad van de gemeente kiest de politierechter voor een termijn van drie jaar; deze handhaaft de wet en verordeningen binnen de gemeente. Ze hoeven niet in de vingtaine of cueillette te wonen die zij vertegenwoordigen maar wel in de gemeente.
De politierechter is de enige autoriteit die verdachten kan aanklagen en veroordelen. De Centenier is tevens lid van de Honorary Police, een soort burgerwacht. De Centenier opereert als Officier van Justitie bij de rechtbank. De Constable van de gemeente wijst een van de Centeniers aan als hoofd van de politie van de gemeente.
De functionaris vingtenier maakt ook deel uit van de Honorary Police op Jersey. De vingtenier staat één rang lager dan de centenier in de Honorary Police.